# Kamiensk
Kamiensk – osiedle typu miejskiego w Rosji, w Buriacji. W 2010 roku liczyło 7160 mieszkańców.